# Arxiomyces vitis
Arxiomyces vitis är en svampart som först beskrevs av Karl Wilhelm Gottlieb Leopold Fuckel, och fick sitt nu gällande namn av P.F. Cannon & D. Hawksw. 1983. Arxiomyces vitis ingår i släktet Arxiomyces och familjen Ceratostomataceae.   Inga underarter finns listade i Catalogue of Life.